# Dupetit-Thouars (1874)
Pour les autres navires du même nom, voir Dupetit-Thouars (navire).
Le Dupetit-Thouars est un croiseur à barbettes français.

## Historique
Croiseur de 2e classe, il est mis sur cale le 27 mars 1867 à Brest sur les chantiers Bienaymé et est lancé le 27 août 1874 à Brest.
Armé pour la première fois le 28 septembre 1875, il reste en réserve de 3e catégorie jusqu'au 1er janvier 1877. Commandé par le capitaine de vaisseau Auguste Lefèvre, il est alors remis en armement et destiné à la Division Navale des Antilles. Il part de Brest le 28 février 1877 et demeure 27 mois en mer des Antilles avant de revenir à Brest le 6 juin 1879.
Réarmé de nouveau, il est affecté à la Division navale de la Côte Occidentale de l'Afrique. Il quitte Brest le 24 janvier 1883 sous le commandement du capitaine de vaisseau O'Neil, atteint Dakar d'où il joint le Gabon en passant par les comptoirs de la côte mais doit revenir à Dakar pour y réparer une avarie de machine. Il effectue une nouvelle tournée dans le golfe de Guinée puis part pour l'Amérique du Sud, passe à Bahia, Rio de Janeiro et Montevideo avant de revenir à Brest (2 mai 1885) par les côtes africaines.
Affecté à la Division navale d'expérience des torpilleurs en 1886, il passe en réserve jusqu'en 1894 puis sous les ordres du capitaine de vaisseau Campion, il quitte Toulon le 23 octobre dans le but de rejoindre la Division navale de l'Océan Indien. Le 26 novembre, il gagne Tamatave et prend part à l'expédition de Madagascar sur la côte est de l'ile. La paix signée, il sert pour le transport des dépêches entre les hautes autorités françaises à Madagascar et le gouvernement.
En mauvais état, il est renvoyé en France en juillet 1896 et est radié de la flotte militaire le 26 avril 1897.
Rebaptisé L'Oléron en 1897 et transformé en ponton d'amarrage à Rochefort, il est désarmé en 1914.